# Torneo de Berlín 1994
El German Open 1994 fue un torneo de tenis femenino, disputado del 09 al 15 de mayo de 1994. Fue un evento de categoría Tier I que se jugó en canchas de polvo de ladrillo como preparativo para el segundo Grand Slam del año, Roland Garros. Fue la 79.ª edición del torneo y tuvo lugar en el Rot-Weiss Tennis Club en la capital alemana, Berlín.

## Campeonas

### Individual femenino
Steffi Graf venció a  Brenda Schultz por 7–6(8–6), 6–4

### Dobles femenino
Gigi Fernández /  Natalia Zvereva vencieron a  Jana Novotná /  Arantxa Sánchez Vicario por 6–3, 7-6